# Tekki Shodan
Tekki Shodan (jap. 鉄騎初段) ist eine Kata im Shōtōkan-Karate, die ihren Ursprung in der Kata Naihanchi hat. In der Reihenfolge kommt die Kata nach den fünf Heian-Katas. Der Karateka führt sie bei der Prüfung zum 3. Kyū (1. Braungurt) vor. Sie besteht aus 30 Bewegungen und wird in ungefähr 25 Sekunden ausgeführt.
Die Kata zeichnet sich dadurch aus, dass sie im Kiba dachi auf einer Linie durch Schrittfolgen nach links und rechts ausgeführt wird. Dabei kommen abwechselnd sowohl langsame Techniken, in denen Spannung aufgebaut werden muss, wie auch schnelle Techniken in ihr vor. In der zweiten Hälfte der Kata wird spiegelverkehrt die erste wiederholt, am Ende beider Hälften stößt der Karateka einen Kiai aus.